# Amerigo Dumini
Amerigo Dumini (Saint Louis, 4 aprile 1894 – Roma, 25 dicembre 1967) è stato un militare italiano, noto per essere stato a capo della squadra fascista che sequestrò e uccise il deputato socialista Giacomo Matteotti nel 1924.

## Biografia

### Le origini e la partecipazione alla "grande guerra"
Amerigo Dumini nacque negli Stati Uniti d'America, da Adolfo Dumini, pittore fiorentino, e Jessie Wilson, originaria del Regno Unito. Benché cittadino statunitense, rientrò in Italia con la famiglia e nel 1913 si arruolò volontario nel Regio Esercito rinunciando così alla cittadinanza statunitense. Allo scoppio della Grande Guerra, arruolato nel 19º reggimento artiglieria di campagna fu fin da subito al fronte. Nel 1916 passò volontario nei battaglioni della morte del maggiore Cristoforo Baseggio.
Il 29 ottobre 1918, pochi giorni prima della fine della guerra, fu gravemente ferito durante un ultimo assalto e quindi ricoverato nell'Ospedale militare di Firenze, città nella quale poi si stabilì definitivamente. In quest'ultima azione fu decorato con la medaglia d'argento al Valor Militare.

### Il primo dopoguerra, l'adesione al fascismo e alla massoneria
Dumini raccontò nella sua autobiografia che, nel marzo 1919, mentre ritornava in ospedale ancora convalescente, fu assalito e malmenato in Piazza del Duomo da un gruppo di attivisti di sinistra, motivando così la sua adesione all'associazione "Alleanza di difesa cittadina" fondata da Michele Terzaghi e la partecipazione nell'ottobre 1919 all'apertura della prima sede dei Fasci italiani di combattimento.
A Carrara, il 2 giugno 1921, in concorso con altri, uccide il socialista Renato Lazzeri e la madre di lui; il 23 ottobre dello stesso anno sequestra il parlamentare repubblicano Ulderico Mazzolani e lo costringe a bere olio di ricino. Ancora nel 1921, fonda il settimanale "Sassaiola fiorentina", ove propugna un'ideologia fascista caratterizzata da particolare violenza e oltranzismo.
Il 21 luglio 1921 partì per una spedizione al comando di circa 500 fascisti toscani alla volta di Sarzana con l'intento di liberare Renato Ricci e altri camerati detenuti presso la Fortezza Firmafede dopo che questi erano stati arrestati per dei crimini compiuti durante i mesi precedenti. A guidarli c'erano Umberto Banchelli e lo stesso Dumini, i quali vennero accolti alla stazione di Sarzana da un manipolo di soldati e carabinieri capitanati da Guido Jurgens, il quale era fermamente deciso a non permettere l'accesso alla città agli squadristi. Gli Arditi del Popolo, appostati alle spalle degli squadristi, spararono ad un carabiniere, causando la reazione delle forze di polizia locali, le quali spararono ai fascisti. Ne seguì anche la reazione della popolazione e degli Arditi del Popolo, i quali esasperati dalle violenze squadriste dei mesi precedenti, attaccarono, anche violentemente, i fascisti in fuga nelle campagne. I "fatti di Sarzana" rappresentano una delle poche azioni di resistenza armata all'ascesa del fascismo in Italia.
Fu iniziato in massoneria il 17 dicembre 1922, nella loggia "Nazionale", appartenente alla Gran Loggia d'Italia, ma il 16 febbraio 1923 optò per il fascio e si dimise.

### Le prime missioni all'estero e la Ceka fascista
Nel 1923 fu in Jugoslavia, ove svolse traffico d'armi e da cui fu poi espulso ed estradato in Italia. Lo stesso anno Dumini fu inviato in missione in Francia con l'incarico di spiare i fuoriusciti italiani; secondo un'altra versione, Dumini si recò in Francia, insieme ad Albino Volpi, allo scopo di indagare sugli omicidi di numerosi fascisti; dapprima si recò a Strasburgo dove era stato ucciso un ebanista italiano, poi a Marsiglia dove erano stati rinvenuti i corpi di due iscritti al Fascio di quella città, in seguito a Parigi, dove erano stati uccisi altri due fascisti.
Scoperto a Parigi nel novembre 1923, fu ferito da un colpo di pistola alla gamba e dovette ritornare in Italia.
Nel 1924 fu tra i membri della Čeka del Viminale (un gruppo segreto che aveva preso in prestito il nome dal primo servizio segreto politico sovietico). La squadra rispondeva agli ordini della direzione del PNF ed era finanziata direttamente dall'ufficio stampa della presidenza del Consiglio; la sua prima azione significativa fu l'aggressione al fascista dissidente Cesare Forni, aggredito alla stazione centrale di Milano il 12 marzo 1924, mentre si trovava in compagnia di Raimondo Sala, e Guido Giroldi.
Il 10 giugno dello stesso anno Dumini, insieme a Albino Volpi, Giuseppe Viola, Augusto Malacria e Amleto Poveromo, sequestrò Giacomo Matteotti, il segretario del Partito Socialista Unitario che aveva espresso alla Camera una dura requisitoria denunciando il clima di illegalità, le violenze ed i soprusi operati dal PNF durante le Elezioni politiche in Italia del 1924.
Nella fase più concitata del sequestro, Giuseppe Viola prese un pugnale e colpì Matteotti sotto l'ascella ed al torace, provocandone la morte. In seguito, i membri della banda girovagarono per la campagna romana e arrivarono alla macchia della Quartarella, a 25 km da Roma, dove seppellirono sommariamente il cadavere che fu poi ritrovato il 16 agosto successivo dal cane di un guardiacaccia.
È riferito a questo periodo il ritratto che Emilio Lussu gli dedica nel libro Marcia su Roma e dintorni:
(Emilio Lussu.)

### Il delitto Matteotti
Dumini fu arrestato il 12 giugno 1924 alla Stazione di Roma Termini, mentre si accingeva a partire per il nord Italia e tradotto nel Carcere di Regina Coeli. Nella valigia che trasportava, furono trovati indumenti insanguinati appartenuti al deputato Giacomo Matteotti, scomparso due giorni prima.
Il contegno processuale dell'imputato fu protervo.
(Mauro Del Giudice)
Nel secondo confronto con il coimputato Filippo Filippelli, secondo Mauro Del Giudice il Dumini gridò: «Bada a te, Filippelli, e alla tua famiglia. Mussolini ha a sua disposizione trecento baionette di militi fascisti, decisi a far tutto ciò che il Duce ad essi comanda, e vi può distruggere!».
Tra il 16 e il 24 marzo 1926 si svolse il processo contro Dumini e le altre persone implicate nell'omicidio. La vicenda giudiziaria si chiuse con tre assoluzioni e tre condanne (tra cui lo stesso Dumini) per omicidio preterintenzionale tutte a cinque anni, undici mesi e venti giorni, di cui quattro anni condonati in seguito all'amnistia generale del 1925.

### Il ricatto a Mussolini
Uscito di prigione, inizia la carriera di ricattatore, pretendendo dal partito premi, ricompense e il pagamento delle spese processuali. Poco dopo la sua scarcerazione si presenta alla presidenza del Consiglio, pretendendo di parlare con Mussolini: «Sono qui per lavarmi dal sangue di Matteotti». Il Tribunale di Viterbo lo condanna, il 9 ottobre 1926, a quattordici mesi di detenzione per porto abusivo d'armi e oltraggio a Mussolini. Nel 1927 è di nuovo libero, per grazia sovrana; previe reiterate suppliche, alcune delle quali rivolte direttamente a Mussolini, le alte sfere cercano di sbarazzarsi definitivamente di lui mandandolo in Somalia, dove si trasferisce nell'estate 1928, garantendogli una pensione di cinquemila lire al mese, che per l'epoca era una somma notevole. Anche qui, però, Dumini viene arrestato in ottobre, rispedito in Italia e condannato a cinque anni di confino. Tra gli altri luoghi, scontò parte della pena alle Isole Tremiti.
Nel novembre del 1932 è libero, ma viene nuovamente arrestato il 12 aprile 1933. Intanto fa sapere a Emilio De Bono di aver consegnato a dei notai texani un manoscritto con la verità sul delitto Matteotti. Il ricatto ancora una volta funziona e viene posto di nuovo in libertà su ordine di Mussolini, con un indennizzo di cinquantamila lire.
Su proposta del capo della polizia Arturo Bocchini, nella primavera del 1934 si trasferisce in Cirenaica; qui si dà all'attività di imprenditore agricolo e commerciale, ricevendo ingenti finanziamenti dal governo italiano ammontanti, fra il 1935 e il 1940, a più di due milioni e mezzo di lire.

### La partecipazione alla seconda guerra mondiale
Quando scoppia la seconda guerra mondiale Dumini è in Africa dove viene catturato nel 1941 dai britannici che lo condannano a morte come spia. Il 7 aprile fu condannato alla fucilazione. Riuscì tuttavia a fuggire e a rientrare in Italia.
Tornato in Italia, Benito Mussolini lo accoglie come un miracolato e gli concede l'ennesimo assegno mensile. In questo periodo si mette a fare il trasportatore e, probabilmente, a vendere birra e lamette al mercato nero, trafficando anche in maioliche preziose. Gli affari gli vanno talmente bene da permettersi un lussuoso villino in via Pietro Tacca a Firenze.

### L'adesione alla RSI e la cattura
Su consiglio di amici, dopo la caduta di Mussolini si allontanò da Firenze, ma il 6 agosto 1943 fu arrestato a Riva del Garda, da dove tentava di espatriare con documenti falsi, e incarcerato a Roma. Fu scarcerato il 17 settembre 1943. Tornato a Firenze, frequentò saltuariamente la sede del Partito Fascista Repubblicano. Il 1º novembre fu tratto in arresto dalla formazione di polizia del maggiore Mario Carità e incarcerato nel Carcere delle Murate; ammalatosi, fu trasferito in ospedale da cui uscì libero il 17 febbraio. Nella primavera 1944 incominciò, per sua stessa ammissione, ad acquistare le armi e le munizioni che gli Alleati paracadutavano ai partigiani per poi cederle alle autorità fasciste.

Amerigo Dumini negli anni cinquanta

### Il nuovo processo
Alla fine della guerra, sotto falsa identità lavorò per le truppe d'occupazione alleate, facendo da autista e da interprete. Ma il 18 luglio 1945 fu arrestato per caso a Piacenza. Nei suoi confronti fu riaperto il processo per l'omicidio Matteotti, in base al decreto luogotenenziale n. 159 del 1944 che dichiarava inesistenti le sentenze già emesse «quando sulla decisione abbia influito lo stato di morale coercizione determinato dal fascismo» (art. 6 penultimo comma). 
Dopo un processo svoltosi dinanzi ad una Corte d'assise speciale in Roma, Dumini fu riconosciuto colpevole, con Viola e Poveromo, di «concorso nel delitto di sequestro di persona in danno dell’on. Giacomo Matteotti commesso a causa delle sue funzioni e colpevole altresì di correità in omicidio in persona dello stesso Matteotti commesso con premeditazione e a causa delle dette funzioni di deputato al Parlamento». La motivazione della sentenza invocava la definizione di dolo eventuale per scardinare, definitivamente, la qualificazione di omicidio preterintenzionale attribuita al delitto dai giudici di Chieti.
Di conseguenza la sentenza del 4 aprile 1947 dichiarava Dumini anche colpevole di "aver organizzato una squadra fascista detta poi "ceka" avente il compito di commettere, come commise, atti di violenza contro gli oppositori o dissidenti del fascismo", e lo condannava all'ergastolo, immediatamente commutato in 30 anni di reclusione per via dell'amnistia Togliatti.

### Gli ultimi anni, l'adesione al MSI e la morte
Dopo 6 anni fu varata l'ulteriore amnistia, concessa dal governo Pella nel 1953, e contemporaneamente fu prevista la possibilità dell'indulto. Dumini in conseguenza di ciò veniva liberato "la sera del 21 dicembre 1953, ma rientrava in prigione un anno dopo poiché la Cassazione, con sentenza 7 ottobre 1954, aveva annullato" il provvedimento.
In effetti, nel 1956 il Guardasigilli – che pure aveva ricevuto la domanda di grazia del Dumini, durante il periodo in cui era libero – preferì esercitare la facoltà di accordare la liberazione condizionale a Dumini e ad altre otto persone "condannate per reati politici o inerenti a fatti bellici appartenendo a formazioni armate".
Tornato così libero il 24 marzo 1956, Dumini si iscrisse al Movimento Sociale Italiano, senza però entrare direttamente in politica. Trasferitosi a Roma, morì nel Natale del 1967, a 73 anni, per collasso cardiaco, dopo 19 giorni di degenza all'ospedale San Camillo in seguito ad una caduta sofferta mentre inseguiva il suo cane all'interno della sua abitazione romana, secondo il libro del giornalista Giuseppe Mayda, o durante la preparazione del pasto per i suoi gatti, secondo altri. È sepolto nel Cimitero del Verano.

## Nella cultura di massa
- Nel film Il delitto Matteotti di Florestano Vancini del 1973 è interpretato da Umberto Orsini.
- Nella serie televisiva M - Il figlio del secolo di Joe Wright del 2025 Volpi è interpretato da Federico Majorana.

## Opere
È autore di due libri autobiografici, nei quali, secondo Mimmo Franzinelli, "assume – in riferimento all'attività di squadrista – pose vittimistiche":
- 17 colpi, Milano, Longanesi, 1950.
- Galera... S.O.S.!, Milano, Gastaldi, 1956.